# لی یونان
لی یونان (انگلیسی: Li Yunnan؛ زادهٔ ۲ فوریهٔ ۱۹۷۱) وزنه‌بردار اهل چین بود. وی در بازی‌های المپیک تابستانی ۱۹۹۲ شرکت کرده‌است.